# Temi LGBT nella mitologia induista

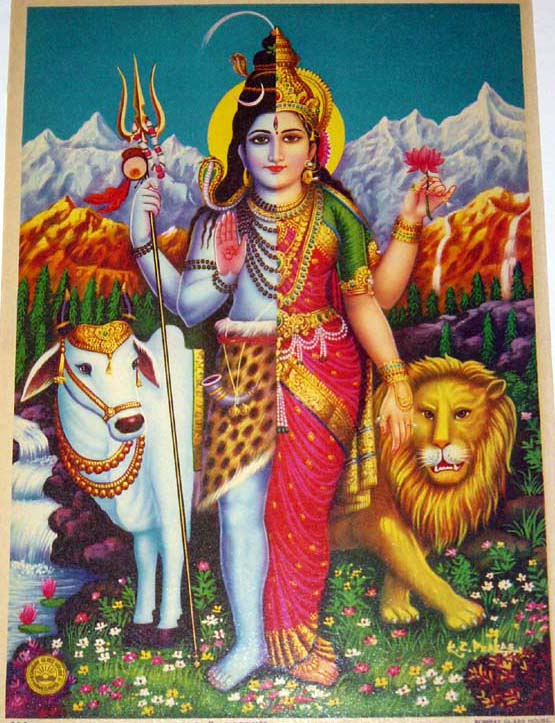
Shiva e Parvati come Ardhanarishvara, l'essere divino per metà maschio e per metà femmina.

I temi LGBT nella mitologia induista si riferiscono a tutte quelle narrazioni e miti riguardanti divinità ed eroi dell'Induismo le cui caratteristiche o comportamenti possono più facilmente essere interpretati come riguardanti la comunità gay, lesbica, bisessuale o transgender, od azioni divine che si traducono in variazioni o mutamenti dell'identità di genere di non conformità di genere; in definitiva un orientamento sessuale non eterosessuale.
Le fonti letterarie della tradizione indù non parlano dell'omosessualità direttamente, ma i cambiamenti di sesso, compresi gli incontri sentimentali a carattere omoerotico riguardanti personaggi intersessuali o in ogni caso appartenenti ad un terzo genere separato e distinto rispetto al dualismo maschile-femminile, si incontrano abbastanza spesso sia nei racconti religiosi tradizionali come i Veda, il Mahābhārata, il Rāmāyaṇa e i Purāṇa, sia nel folclore regionale.
La mitologia nata e sviluppatasi nel subcontinente indiano contiene un numero considerevole di esempi di divinità che cambiano identità sessuale, o che si manifestano in differenti generi in tempi diversi, od infine che combinano i due sessi per formare nuove tipologie di esseri affetti da Ermafroditismo e Androginia. Gli dèi possono inoltre cambiare sesso o manifestarsi attraverso un Avatāra del sesso opposto al fine di agevolare il rapporto sessuale.
Gli esseri non-divini possono infine venire sottoposti e subire cambiamenti sessuali tramite certe azioni rivolte loro da varie divinità, come risultato ad esempio di una maledizione o alternativamente di una benedizione, ma anche come risultato naturale del fenomeno della reincarnazione. Certi racconti descrivono "incidenti" in cui gli incontri, che includono storie di affetto romantico (amicizia romantica e amore romantico) o erotico, vengono a servire ad uno scopo finale sacro che è eminentemente non sessuale; in alcuni di questi casi le interazioni sono di tipo chiaramente omosessuale. A volte gli dèi condannano tali accadimenti, molte altre invece le approvano con la loro decisiva benedizione.
Oltre agli episodi mitologici più apertamente sessuali e a quelli di varianza di genere, che sono solitamente accettate dall'induismo tradizionale, gli studiosi moderni ed attivisti queer hanno cominciato a mettere sempre più in evidenza gli eventuali temi LGBT anche in testi meno noti al grande pubblico, deducendoli da storie le quali tradizionalmente sono considerate non avere alcun tipo di sottotesto omoerotico. Tali analisi portate all'estremo sono giunte a causare disaccordi anche forti sul vero significato da attribuire alle antiche storie.

## Varianza sessuale nelle divinità
(Devdutt Pattanaik, The Man who was a Woman and other Queer Tales of Hindu Lore)

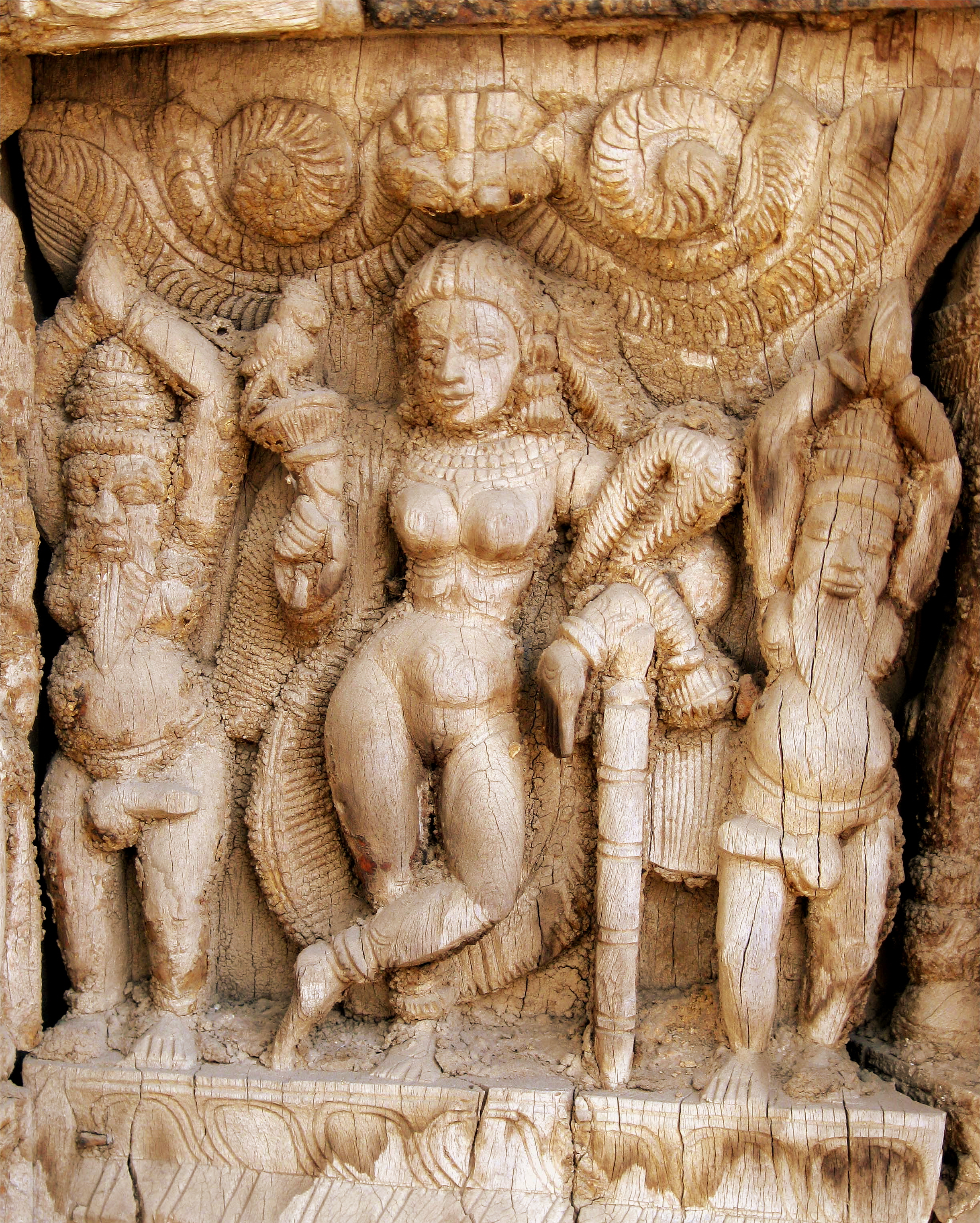
Visnù in sembianze di Mohini mentre seduce i saggi. Mohini è raffigurata nuda, ornata di ghirlande e ornamenti, in possesso di un loto e un pappagallo, appoggiandosi a un bastone. I saggi pregano la desiderano, come i loro falli in erezione rivolti verso di lei indicano chiaramente.

Molte tra le divinità dell'induismo e delle mitologia indiana in genere sono rappresentate sia come maschi sia come femmine, questo in tempi differenti e in diverse incarnazioni; oppure possono anche manifestarsi con caratteristiche di entrambi i sessi in una sola volta, com'è il caso di Ardhanarishvara, creato dalla fusione del dio Shiva con la sua consorte Parvati. Il nome Ardhanarishvara significa "Il Signore la cui metà è una donna"; questa forma di Shiva rappresenta la "totalità che si trova oltre la dualità", ed è associata con la comunicazione tra i mortali e gli dei e tra uomini e donne.
Lo studioso francese Alain Daniélou ci dice che "l'ermafrodito, l'omosessuale e il travestito hanno un valore simbolico e sono pertanto considerati degli esseri privilegiati, immagini del sommo dio Ardhararishvara". Una fusione simile si verifica tra la Dea della bellezza e della prosperità Lakshmi e suo marito Visnù, i quali vengono così a formare l'ermafrodito o androgino "Lakshmi-Narayana" (Vaikuntha-Kamalaja).
Nel Bhāgavata Purāṇa Vishnu prende la forma della maga Mohini al fine di ingannare i demoni a rinunciare all'Amrita, l'elisir di lunga vita. Shiva in seguito viene attratto proprio da Mohini e i due hanno un rapporto che si traduce nella nascita di un figlio. Nel Brahmanda Purana la moglie di Shiva Parvati "blocca la testa per la vergogna" quando vede il marito nell'assidua ricerca di Mohini; in alcune storie Shiva chiede espressamente a Vishnu di assumere nuovamente la forma femminile di Mohini, così da poter vedere la trasformazione reale dell'essenza divina esclusivamente per sé. Altre narrazioni in cui Shiva sa della vera natura di Mohini sono state interpretate come atte a "suggerire la fluidità di genere nell'attrazione sessuale" provata dal dio.
L'esperto contemporaneo di indologia Pattanik scrive però che concentrandosi solo sull'omoerotismo si viene a perdere il significato più profondamente metafisico del racconto: la femminilità di Mohini rappresenta difatti l'aspetto materiale della realtà e la sua opera di seduzione è un altro tentativo di indurre Shiva a prendere un interesse attivo per le cose del mondo. Egli cita un'altra storia per dimostrare che solo Vishnu ha il potere di "incantare" in tal maniera Shiva: un demone cerca di uccidere Shiva prendendo la forma di una donna e mettendo denti aguzzi nella sua vagina; ma Shiva riconosce l'impostore ed uccide il demone emettendo un "colpo di fulmine" dalla sua "virilità" durante il loro atto amoroso.
In seguito la stessa storia puranica narra dell'origine del dio Ayyappa (chiamato anche Shasta); egli è figlio di Harihara o fusione delle due divinità maschili Vishnu e Shiva: Vishnu come Mohini rimane incinta di Shiva e dà alla luce Ayyappa. Pattanaik scrive che, piuttosto che dalla gravidanza di Mohini Ayyappa scaturiva dal seme di Shiva, che ha avuto un'eiaculazione abbracciando strettamente Mohini. In un'altra versione, il re Pandya Rajasekhara del Pantalam adotta il bambino; qui Ayyappa viene indicato come "Ayoni Jata"- colui che non è nato da una vagina e più tardi Hariharaputra, "il figlio di Vishnu e Shiva". Egli crescerà fino a diventare un grande eroe. 
Secondo le versioni Tamil del "Mahabharata" anche il dio Krishna - una delle incarnazioni di Vishnu - prende la forma di Mohini per sposarsi con Aravan; ciò viene compiuto per dare ad Aravan la possibilità di sperimentare l'amore prima della sua morte, in quanto aveva offerto di essere sacrificato. Krishna rimase poi in lutto in forma di Mohini per qualche tempo dopo la morte del "marito", proprio come se fosse una vedova.
Questo matrimonio tra il dio e l'essere umano con la successiva morte di quest'ultimo vengono ancora oggi commemorati ogni anno in un rito conosciuto come "Thali", durante il quale gli Hijra (la subcultura indiana del "terzo sesso") prendono il ruolo di Krishna-Mohini e "sposano" Aravan in un autentico matrimonio di massa seguito da diciotto giorni di festa. Essa si conclude con una sepoltura rituale di Aravan, mentre gli Hirjas piangono in stile Tamil: battendosi cioè il petto e compiendo specifiche danze rituali, rompendo i loro braccialetti e vestendosi di bianco per significare un lutto stretto.

## Varianza sessuale nelle figure eroiche
I cambiamenti di sesso e il crossdressing si verificano anche in miti riguardanti figure non divine; un esempio è dato dall'esempio rappresentato da Shikhandi, un personaggio presente nel Mahābhārata: originariamente nato come ragazza, una principessa di nome 'Shikhandini', figlia di Drupada re di Panchala.
In una vita precedente, Shikandini era stata anche una donna di nome Amba la quale divenne nemica acerrima dell'eroe Bhishma in quanto gli aveva impedito di contrarre matrimonio. Umiliata, Amba - figlia maggiore del sovrano di Varanasi, allora chiamata Kashi - intraprese tutta una serie di grandi austerità e meditazioni ascetiche ritirata nel bel mezzo della foresta, fino a quando gli dèi non gli concessero di realizzare il suo più alto desiderio, quello cioè di essere la causa della morte dell'odiato Bhishma. Amba è dunque colei che in seguito rinasce come Shikhandini.
Una voce divina ebbe a dire a Drupada di allevare Shikhandini come fosse un figlio maschio; così fece il re Drupada, che la crebbe esattamente come un uomo, educandola all'arte della guerra e dandole una formazione da principe ereditario, ed infine organizzando anche per lei il matrimonio facendole sposare un'altra femmina. Durante la notte di nozze, la moglie di Shikhandini giunse però a scoprire che il suo novello "marito" era di sesso femminile, cominciò pertanto ad insultata. Shikhandini dovette fuggire lontano da lei, finché non ebbe ad incontrare uno spirito Yakṣa che scambiò volentieri il proprio sesso maschile con quello femminile di lei.
Shikhandini venne pertanto restituita alla vita civile come un uomo con il nome di 'Shikhandi' il quale arrivò a condurre una felice vita coniugale assieme alla moglie e ai figli successivamente avuti da lei. Durante la guerra di Kurukshetra, Bhishma lo riconobbe essere Amba rinata e si rifiutò perciò di combattere contro 'una donna'. Di conseguenza l'eroe Arjuna si nascose dietro Shikhandi per poter sconfiggere il quasi invincibile Bhishma. Nella versione giavanese del racconto, Srikandini non diventa mai un autentico uomo, ma rimane una donna la quale conserva in sé tutti gli attributi degli uomini che la rendono uguale a loro, ed è infine la moglie di Arjuna. Dopo la sua morte, la mascolinità di Shikhandi venne trasferita nuovamente allo Yaksha che gliel'aveva concessa in precedenza.
Arjuna stesso, compagno fedele del Signore Krishna, è un esempio della varianza genere presente negli antichi testi dell'Induismo. Quando Arjuna ebbe sdegnosamente rifiutato le sue avances amorose, la nnfa-Apsaras Urvashi lo maledisse; sarebbe diventato un "Kliba," un membro del terzo genere, ossia un transgender. Krishna assicurò il carissimo amico Arjuna che questa cosiddetta "maledizione" si sarebbe in realtà rivelata benigna e positiva, servendo come travestimento perfetto per Arjuna durante il suo ultimo anno di esilio.
Arjuna prese così il nome di Brihannala e cominciò a vestire con abiti femminili, in attesa che la maledizione terminasse il proprio effetto. In tali sembianze muliebri l'eroe si guadagnò l'ingresso nella città governata dal re Virata, dove trascorse il tempo ad insegnare l'arte della musica, il canti e il ballo alla principessa Uttara ed al suo seguito di ancelle. Wendy Doniger descrive il travestimento di Arjuna come una sorgente di comicità all'interno della storia, con i riferimenti ad esempio alle "braccia pelose" dell'uomo travestito da donna. Nel Padma Purana Arjuna viene anche fisicamente trasformato in una femmina quando chiese il permesso di poter prendere parte alla danza mistica di Krishna, a cui solo le donne possono liberamente partecipare.
La storia di Ila, un re maledetto da Shiva e Parvati condannato ad essere un uomo per un mese ed una donna durante il mese successivo, appare in diversi testi tradizionali indù. Dopo aver cambiato sesso, proprio come accade a Tiresia nella mitologia greca, Ila perde il ricordo di essere in realtà un appartenente all'altro genere. Durante uno dei periodi in cui aveva assunto sembianze femminili, Ila sposa Budha (il dio del pianeta Mercurio).
Sebbene Budha conosca l'alternata di genere di Ila, non gli svela la verità, di essere cioè originariamente un 'maschio', lasciandolo in tal modo del tutto ignaro durante la sua vita di donna. I due vivono così insieme come marito e moglie, ma solo durante il periodo di tempo in cui Ila è una femmina. Nella versione del Rāmāyaṇa Ila concepisce a Budha un figlio, anche se poi nel Mahābhārata Ila venga chiamato sia madre che padre del bambino. Dopo questa nascita la maledizione viene dissolta ed Ila è definitivamente e completamente cambiato in un uomo; finisce col prender moglie e diventare padre di diversi bambini.

## Patroni delle persone LGBT
Numerose divinità sono state nel corso del tempo considerate patrone degli appartenenti al terzo sesso o di coloro che hanno inclinazioni omoerotiche.
Bahuchara Mata è una divinità femminile protettrice degli Hijra. Nell'iconografia popolare viene spesso mostrata in sella ad un gallo e portando con sé una spada, un tridente e un libro. Diverse storie collegano Bahuchara alla castrazione o ad altri cambiamenti nelle caratteristiche fisiche sessuali, a volte come risultato delle maledizioni da lei scagliate contro gli uomini. Bahuchara si crede abbia avuto origine da una donna mortale che divenne martire. In una di queste storie, Bahuchara viene attaccata da un brigante che tenta di usarle violenza sessuale, ma lei prende la sua spada, si taglia il seno e così muore. In un'altra versione invece maledice il marito quando lei lo sorprende nascosto nel bosco dove furtivamente si stava impegnando in un incontro omosessuale, causandogli la caduta dei genitali e costringendolo a vestirsi da donna.
Varie storie collegano Bahuchara alla varianza di genere anche dopo che questa diventa un essere divino. Uno dei miti riguarda un re che pregava Bahuchara per riuscire ad avere un figlio. La Dea glielo concesse, ma il principe quando fu cresciuto si rivelò essere affetto da impotenza. Una notte Bahuchara apparve al principe in sogno ordinandogli di tagliarsi i genitali, indossare abiti da donna e diventare il suo servitore. Quando accade che gli uomini chiamati dalla Dea a servirla rifiutano, ella li punisce: per le loro prossime sette incarnazioni saranno dei maschi impotenti. Questo mito è l'origine del culto di Bahuchara Mata, i cui devoti sono tenuti all'auto-castrazione e a rimanere in stato di stretto celibato.
Shamba, il figlio di Krishna, è anche patrono degli eunuchi, dei transessuali e dell'omoerotismo in genere. Veste in abiti femminili per deridere e ingannare le persone, ed in modo che possa più facilmente entrare nella compagnia delle donne per poterle più facilmente sedurre. Nel "Mausala Purana" vediamo Samba che, vestito da donna, è maledetto dopo essere stato interrogato su una sua presunta gravidanza. Come conseguenza della maledizione, Shamba, pur rimanendo uomo, dà alla luce un pestello e un mortaio di ferro.

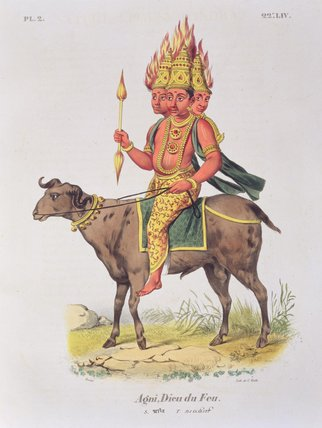
Agni, il dio del fuoco, in molti racconti ingerisce lo sperma degli altri dei.

## Interazioni sessuali tra personaggi dello stesso sesso
L'attività omosessuale o bisessuale si verifica abbastanza spesso tra le divinità della religione indù, anche se tali interazioni si possono più generalmente considerare puramente rituali, oppure hanno scopi diversi dal piacere sessuale. Agni, il dio del fuoco della tradizione indiana, ma anche della ricchezza e dell'energia creativa, ha vari incontri sessuali con rappresentanti dello stesso sesso i quali coinvolgono l'assimilazione e ingerimento dello sperma di altri dèi.
Anche se sposato con la Dea-bambina Svaha, Agni viene anche mostrato come parte di una coppia omosessuale con Soma, il dio lunare. Agni assume un ruolo ricettivo in questo rapporto, accettando lo sperma di Soma con la bocca, in parallelo al ruolo assunto da Agni nell'accettare i sacrifici provenienti dalla Terra e rivolti al Cielo. L'induismo ortodosso sottolinea che si tratta di "Maithuna", ossia incontri sessuali rituali; Agni e la sua bocca rappresentano pertanto il partner femminile (il ruolo passivo) durante l'unione sessuale.
Agni accetta lo sperma altrui anche nei miti del concepimento e nascita di Karttikeya, un dio della bellezza maschile e della battaglia. Esistono numerose versioni della storia della nascita di questa divinità, molte delle quali hanno una concezione omoerotica in quanto i suoi partecipanti sono esclusivamente di sesso maschile, anche se il desiderio sessuale eterosessuale viene pure a giocarne una parte. Tuttavia, Parvati è accreditata come la madre di Karttikeya a causa del suo avere avuto rapporti sessuali con Shiva, facendolo eiaculare. Gaṅgā diviene la madre di Karttikeya in altre versioni del mito, accettando lo sperma di Agni e portando il nascituro. Il progenitore maschio è a volte Shiva, altre Agni, o una combinazione dei due.
Negli Śiva Purāṇa e nel Rāmāyaṇa gli dei temono l'esito di questo "abbraccio senza fine" tra Shiva e Parvati e cercano in tutti i modi di interrompere il loro coito. Shiva appare quindi davanti agli dei e proprio in quel momento lascia uscire il proprio seme; Agni allora cattura lo sperma di Shiva fra le mani e lo ingoia. In queste storie, Parvati e Shiva condannano le azioni di Agni, definendole "cattive" o "improprie". Nel testo dell'XI secolo intitolato Kathasaritsagara - una collezione di leggende, fiabe e racconti popolari - tuttavia, Shiva costringe il riluttante Agni a ricevere il suo seme, quasi forzandolo pertanto ad assumerlo dentro di sé.
Lo sperma divino provoca un'enorme sensazione di bruciore in quelli che lo ingeriscono, ciò spinge Agni a cederlo alle mogli di un gruppo di saggi o Ṛṣi, dietro consiglio dello stesso Shiva. Le mogli dei saggi a loro volta lasciano cadere il seme nel fiume Gange (il Ganga), dove finisce con lo scorrere verso la riva; da qui scaturisce Karttikeya. Nel Mahābhārata, Karttikeya viene considerato anche il figlio di Agni, che eiacula nelle mani di una delle Krittikas (corrispondenti alle stelle Pleiadi), che a loro volta gettano il seme in un lago, da cui Karttikeya nasce. In alcuni miti, Agni eiacula su una montagna che è stata creata dallo stesso sperma divino di Shiva, rendendo Karttikeya il figlio delle due divinità maschili; questo secondo un'interpretazione proveniente dal leggendario veggente e devoto shivaita Markandeya, com'è presente nel Vana Parva o "libro della foresta" (la terza parte del Mahabharata).

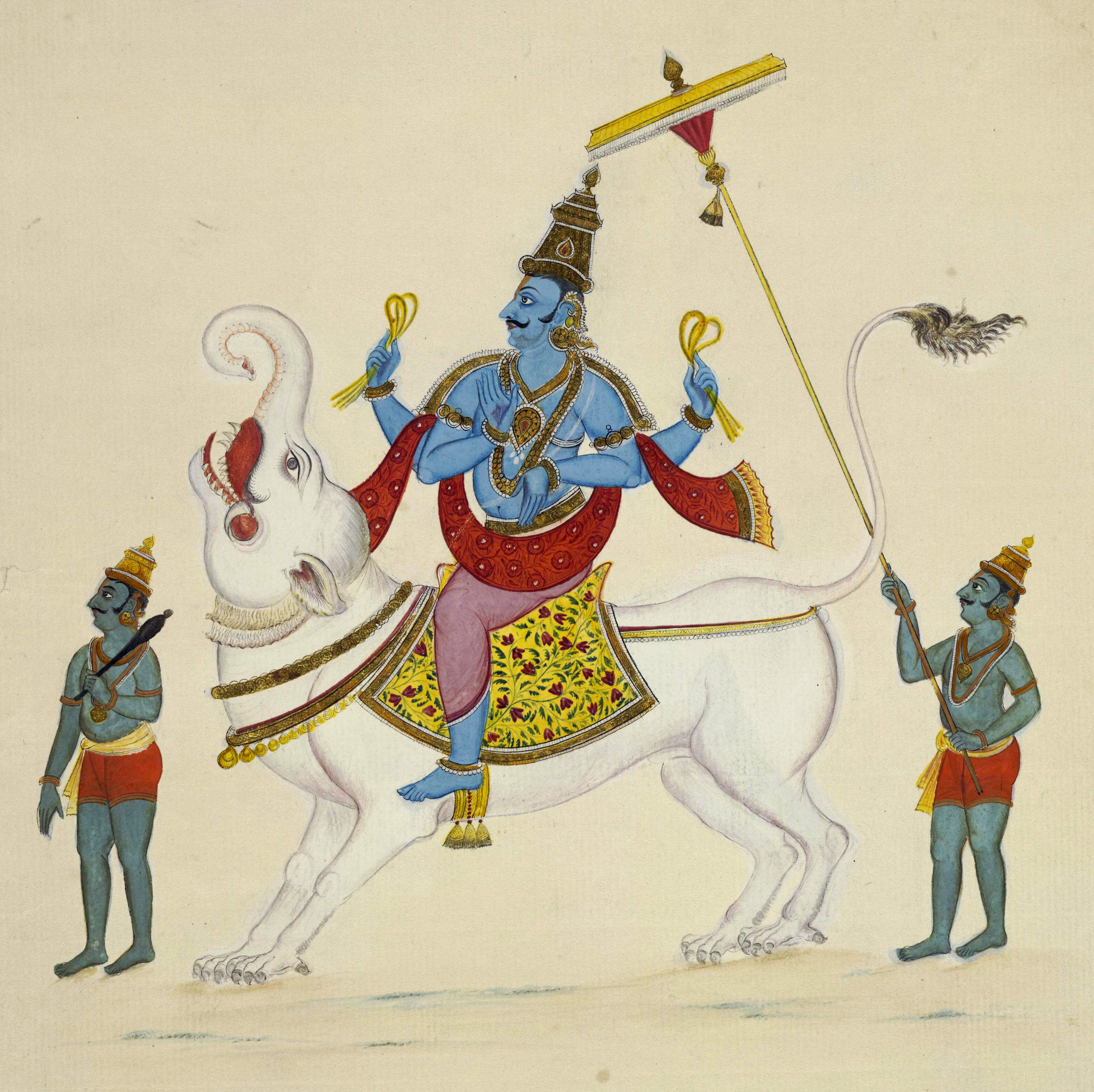
Varuṇa, il dio del mare indiano, ha una relazione molto stretta e continuata con Mitra.

Mitra e Varuṇa sono due divinità maschili che intrattengono una grande intimità tra di loro e spesso vengono citati insieme nella letteratura rappresentata dai Veda. Questi Adityas presiedono le acque universali in cui Mitra controlla le profondità dell'oceano e i portali del mondo inferiore mentre Varuna governa le regioni superiori, i fiumi e le coste dell'oceano. Nella letteratura vedica Mitra e Varuna sono ritratti come icone esemplari di affetto ed intima amicizia tra maschi (la parola mitra in lingua sanscrita significa propriamente "amico" o "compagno"). Essi sono raffigurati insieme a cavalcioni di uno squalo o di un coccodrillo e tenendo in mano un tridente, corde, conchiglie e delle pentole ricolme d'acqua. A volte sono ritratti anche fianco a fianco seduti su un carro d'oro condotto da sette splendidi cigni.
I testi antichi chiamati Brāhmaṇa associano inoltre Mitra e Varuna con le due fasi lunari e le relazioni tra persone dello stesso sesso: "Mitra e Varuna, d'altra parte, sono le due principali fasi lunari, le mezze lune crescente e calante. Durante la notte queste due parti si incontrano e quando sono così strettamente vicini vengono soddisfatti con l'offerta di un dolce. In verità, tutti risultano soddisfatti e tutto può essere ottenuto da colui che conosce ciò. In quella stessa notte, Mitra impianta il suo seme in Varuna". (Śatapatha Brāhmaṇa 2.4.4.19)
Ma il rapporto pare essere reciproco in quanto viene detto che anche Varuna impianta il proprio seme dentro Mitra; questo accade durante la notte di luna piena. Nell'Induismo, le notti di luna piena e luna nuova sono tempi scoraggiati per la procreazione e, di conseguenza, spesso associati con i tipi di rapporto sessuale più inusuale.
Nel Bhāgavata Purāṇa (6.18.3-6) Varuna e Mitra vengono definiti come genitori di figli avuti attraverso il sesso "Ayoni" o non-vaginale (vedi sesso on penetrativo); ad esempio, Varuna generò il saggio Vālmīki quando il suo seme cadde su un termitaio, invece Agastya e Vasishtha sono nati da recipienti per acqua dopo che Mitra e Varuna ne scaricarono all'interno il proprio sperma in presenza di Urvashi. Questa descrizione è del tutto simile alle coppie gay dei tempi moderni che cercano di avere figli attraverso la maternità surrogata.
Alcune versioni del testo bengalese Krittivasi Ramayan contengono una storia narrante di due regine che hanno concepito un figlio insieme. Quando il famoso re della dinastia Suryavansha, il Maharaja Dilipa, abbandonò questo morto morendo, gli esseri celesti cominciarono a preoccuparsi del fatto ch'egli non avesse avuto un erede legittimo. Shiva allora comparve davanti a due delle spose-regine vedove del re e comandò, "Voi due fate l'amore insieme e tramite le mie benedizioni porterete in grembo un bellissimo figlio." Le due regine eseguirono l'ordine proveniente direttamente dal grande dio e una di loro concepì presto un bambino. Il piccolo nacque senza ossa, ma grazie alle benedizioni lanciate dal saggio Ashtavakra fu riportato in piena salute. Ashtavakra ha pertanto chiamato il bambino "Bhagiratha"- colui che è nato da due vulve (Bhaga). Bhagiratha in seguito divenne uno dei più famosi re dell'India ed ha il merito di aver portato il fiume Gange sulla terra attraverso le sue austerità.

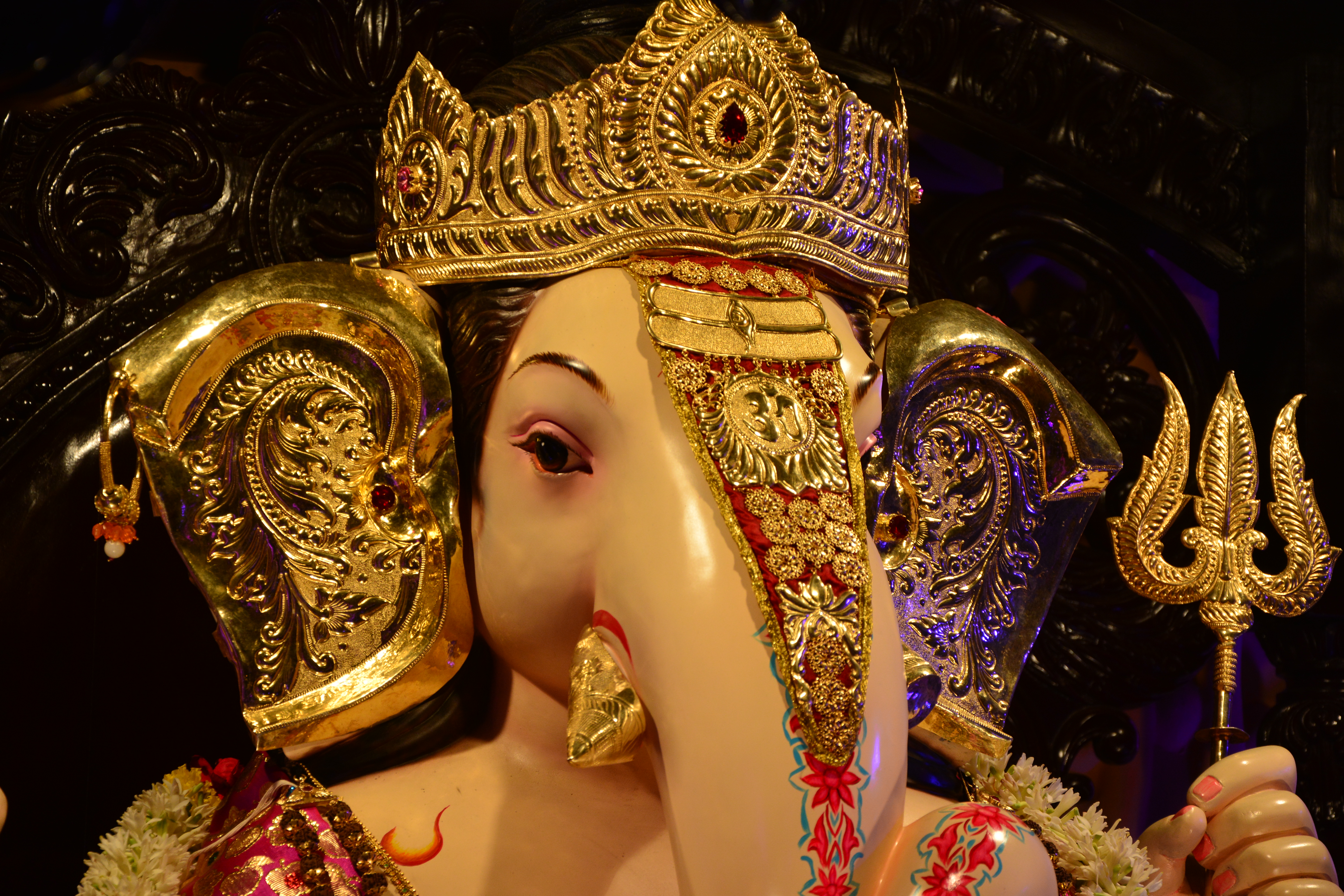
Ganesha viene concepito senza alcun contributo maschile.

Il concepimento del dio della saggezza dalla testa di elefante Ganesha ha numerose versioni. Alcune fonti ritengono che fosse la progenie di Shiva e Parvati, anche se l'atto di concezione avvenne al di fuori del grembo materno. Tuttavia, la maggior parte delle versioni lo considerano esser nato esclusivamente attraverso le azioni o il "desiderio femminile" di Parvati, che nel Śiva Purāṇa lo creò dall'argilla (o farina) appositamente per proteggerla dalle inopportune intrusioni di Shiva, mentre ella faceva il bagno. Tuttavia, il giovane Ganesha venne decapitato dall'ira divina come intruso, ma poco dopo riportato in vita dallo stesso Shiva che gli sostituisce la testa perduta con quella di un elefante.
In un testo del Kashmir risalente al XIII secolo, lo Haracaritacintamani, la nascita di Ganesha è il risultato delle mestruazioni di Parvati che vengono lavate via nel grande fiume Gange il quale però inghiotte anche l'ancella della Dea di nome Malini (dalla testa di elefante), che a sua volta dà alla luce Ganesha; un'origine ancora una volta tutta al femminile. Courtright considera questa nascita di "cattivo auspicio" a causa della mancanza di attrazione e desiderio sessuale e per l'uso di fluidi corporei come il sudore o il sangue mestruale, ma Ruth Vanita sottolinea che gli indù considerano la nascita di Ganesha di buon auspicio e che l'uso di fluidi corporei non procreativi è considerato sacro e purificante in molti rituali indù.

## Letteratura Sangam
La letteratura Sangam è solita utilizzare la parola 'Pedi' per riferirsi e descrivere le persone nate in una condizione di intersessualità.

## Analisi critica
(Gopi Shankar Madurai alla "National Queer Conference 2013")
Le fonti letterarie tradizionali indù dicono poco sull'omosessualità in forma diretta; l'omoerotismo all'interno dei testi tradizionali è spesso mascherato in aderenza alle rigide regole di genere e del sistema delle caste in India.
Alcune interpretazioni LGBT di storie popolari e personaggi sono state considerate controversi. Una di queste è certamente quella riguardante il dio Ganesha: Signore degli ostacoli e delle origini, associato spesso anche ad approcci psicoanalitici delle storie indù. È stato dichiarato che il tronco di Ganesha rappresenta un pene flaccido e che il suo amore per i dolci indicherebbe il desiderio di fare sesso orale omosessuale.